# 山罗花马先蒿
山罗花马先蒿（学名：Pedicularis melampyriflora）为列当科马先蒿属的植物，为中国的特有植物。分布于中国大陆的云南、四川等地，生长于海拔2,700米至3,600米的地区，常生长在山坡及疏林中，目前尚未由人工引种栽培。